# Anamorphosée
Anamorphosée es el cuarto álbum de estudio del artista francesa Mylène Farmer, publicado el 17 de octubre de 1995. 
Luego de una pausa mediática debida a su exilio californiano, la cantante regresa en 1995 con el álbum Anamorphosée, grabado en Los Ángeles, con sonidos más rock y electro. Hay un cambio no solo musical sino también estético: de hecho la nueva Mylène presenta un look más provocativo y sexy, con sus tacones de aguja o sus minifaldas.
El primero sencillo, XXL presenta el nuevo sonido utilizado por Farmer y Boutonnat en este nuevo álbum: el nuevo estilo musical es más rock (XXL, L'instant X), punk (Tomber 7 fois), a veces tribal también (Vertige). El cambio del estilo es arriesgado , pero títulos como "XXL", "L'instant X" (una versión personal de Papa Noël), "California" o "Rêver", hacen de este material un éxito que sobrepasa el millón de copias vendidas. Alabado por las críticas, Anamorphosée constituye en la carrera de Mylène Farmer, un paréntesis de estilo.
El álbum presenta muchos éxitos, y en particular la canción Rêver se ha convertido con el tiempo en uno de los símbolos de la carrera de Farmer, que la presentará en cada gira de su carrera.
Éste es álbum francés más exportado de 1996.
En este mismo año, Mylène Farmer organiza su segunda gira, basada en un show con pantallas gigantes y efectos pirotécnicos. El CD del concierto, Live à Bercy, es hasta este día el álbum en vivo más vendido en Francia.

## Lista de canciones
| N.º | Título                         | Duración |  |
| 1.  | «California»                   | 4:59     |  |
| 2.  | «Vertige»                      | 5:29     |  |
| 3.  | «Mylène S'en Fout»             | 4:31     |  |
| 4.  | «L'instant X»                  | 4:46     |  |
| 5.  | «Eaunanisme»                   | 5:08     |  |
| 6.  | «Et Tournoie...»               | 4:28     |  |
| 7.  | «XXL»                          | 4:26     |  |
| 8.  | «Rêver»                        | 5:22     |  |
| 9.  | «Alice»                        | 5:21     |  |
| 10. | «Comme J'ai Mal»               | 3:53     |  |
| 11. | «Tomber 7 Fois...»             | 4:50     |  |
| 12. | «Laisse Le Vent Emporter Tout» | 4:00     |  |

## Sencillos
| Año  | Título           | Publicación              | Ventas (Francia) | Certificación | Certificación | Posición | Posición | Posición | Posición |
| ---- | ---------------- | ------------------------ | ---------------- | ------------- | ------------- | -------- | -------- | -------- | -------- |
| Año  | Título           | Publicación              | Ventas (Francia) | FR            | BE (WA)       | FR       | BE (WA)  | SUI      |          |
| 1995 | "XXL"            | 19 de septiembre de 1995 | 150,000          | Plata         | —             | 1        | 3        | 11       |          |
| 1995 | "L'instant X"    | 12 de diciembre de 1995  | 200,000          | Oro           | —             | 6        | 12       | —        |          |
| 1996 | "California"     | 26 de marzo de 1996      | 150,000          | Plata         | —             | 7        | 22       | —        |          |
| 1996 | "Comme J'ai Mal" | 6 de agosto de 1996      | 90,000           | —             | —             | 11       | 21       | —        |          |
| 1996 | "Rêver"          | 18 de julio de 2000      | 180,000          | Plata         | —             | 7        | 23       | —        |          |

- Datos: Q2464837